# Frank Bizzoni
Francesco Filippo "Frank" Bizzoni (Lodi, 7 de maio de 1875 — Bronx, 25 de dezembro de 1926) foi um ciclista olímpico italiano. Bizzoni é o único competidor italiano conhecido nos Jogos St. Louis 1904.